# Frédéric-Victor-Charles Chassériau
Pour les articles homonymes, voir Chassériau.
Frédéric-Victor-Charles Chassériau (20 février 1807 à Saint-Domingue - 21 juillet 1881 à Paris) est un conseiller d’État français, historiographe de la marine et partisan de l'abolition de l'esclavage au sein de l'Administration française de la Marine et des Colonies.

## Biographie
De 1823 à 1824, Frédéric Chassériau a été attaché à une mission politique et commerciale dans l’Amérique espagnole, mission que François-René de Chateaubriand, ministre des Affaires Etrangères, avait confié à son père Benoit Chassériau.
Âgé alors de 16 ans, il fit un récit de ses impressions de voyages qui fut publié dans la revue de Calais (dirigée par un ami de son père, Antoine Leleux) sous le titre de ‘Souvenirs de Voyage à la Martinique et à Colombia en 1824’.
De retour à Paris, après des études de droit, il devint secrétaire du général Augustin-Daniel Belliard, sous les ordres duquel son père avait servi pendant la campagne d’Égypte.
De 1830 à 1852, il est employé à la section historique au Département de la Marine et des Colonies, pendant 8 ans sous les ordres d'un ancien officier de marine Jacques-Théodore Parisot (1783-1840)., Ses travaux lui valurent en 1839, le titre d’Historiographe, titre qu’il conserva pendant 14 ans dont 6 années comme Chef du Cabinet de plusieurs ministres de la Marine. Il écrivit en cette qualité, un précis de l’abolition de l'esclavage dans les colonies anglaises, réuni au précis historique de la marine française, son organisation et ses lois et une Vie de l’amiral Guy-Victor Duperré.,
Il fut proche de l’hydrographe et cartographe Charles-François Beautemps-Beaupré durant les dernières décennies de la vie de l’ingénieur, lui adressant ainsi la copie d’un rapport le concernant qu’il commente comme étant « une belle page de votre vie ».,

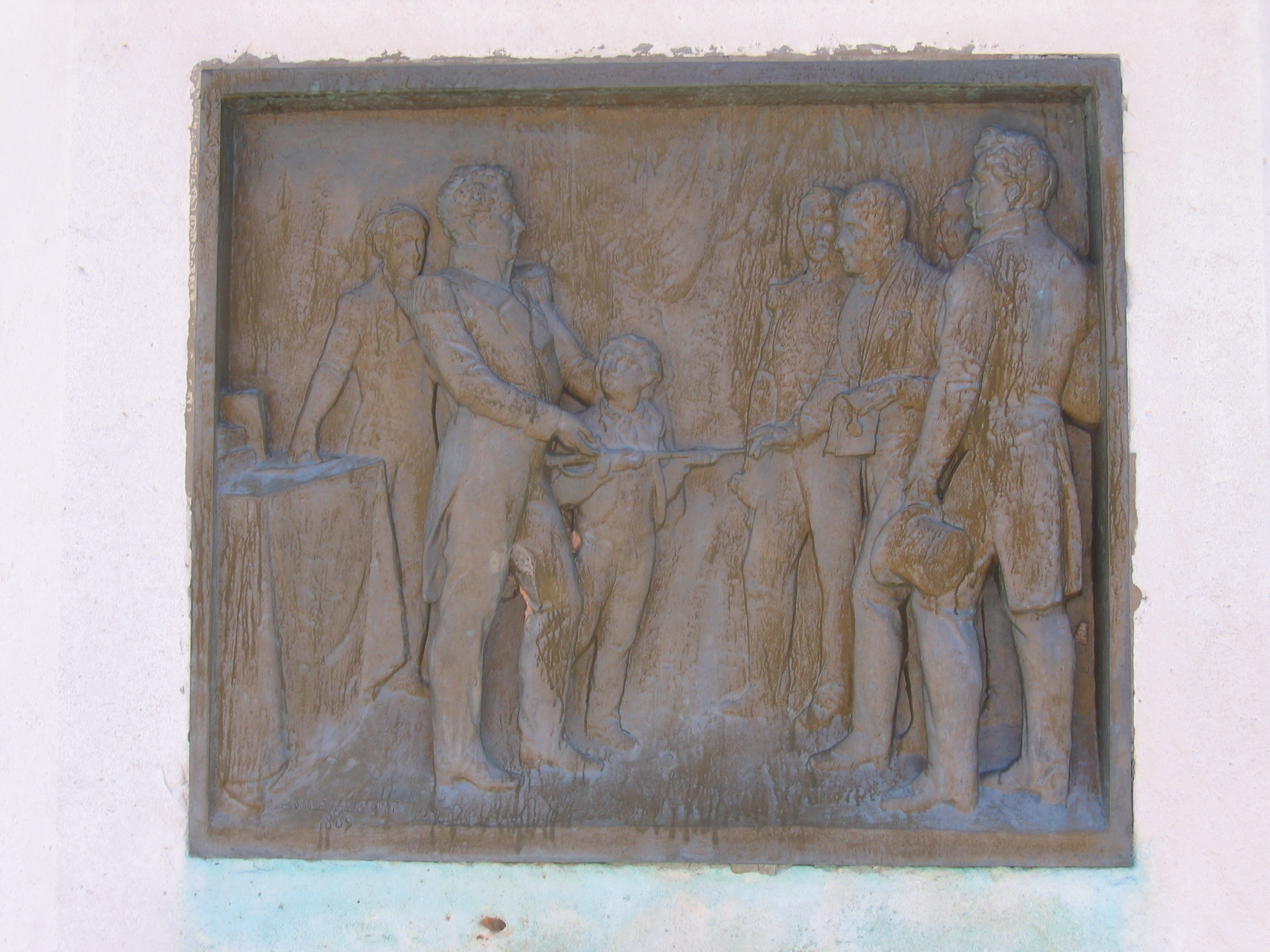
Bas-relief sur le socle de la Statue de l'amiral Duperré sur le port de La Rochelle par Emile Hébert. L'amiral Duperré reçoit l'épée d'honneur de la ville de La Rochelle pour sa nomination à la pairie. Derrière lui, est représenté son chef de cabinet Frédéric-Victor-Charles Chassériau.

De 1840 à 1843, Chassériau fut chef du Cabinet de l’Amiral Guy-Victor Duperré, Ministre de la Marine et des Colonies
De 1845 à 1848, il est nommé Maître des requêtes au Conseil d'État
De 1848 à 1852, il est nommé pour la 4e fois Chef de Cabinet au Département de la Marine et des Colonies. Il fut chef de cabinet de Victor Destutt de Tracy et de tous les ministres de la Seconde République (décembre 1848-janvier 1851).,
En  1852, Chassériau est chargé des fonctions de secrétaire général du Conseil d'État.
Durant la guerre de l’Orient, il siégea au Conseil des prises et prit rang de conseiller d'État le 3 juillet 1857 et le restera jusqu’en 1870. Il était membre de la section de la Guerre, de la Marine, des Colonies et de l’Algérie.
Il fut également membre de la commission chargée de publier la Correspondance de Napoléon Ier aux côtés de Prosper Mérimée et a participé à l’élaboration du code de justice militaire et code de justice maritime. Membre de la Société de Géographie depuis 1836, il en est élu président.

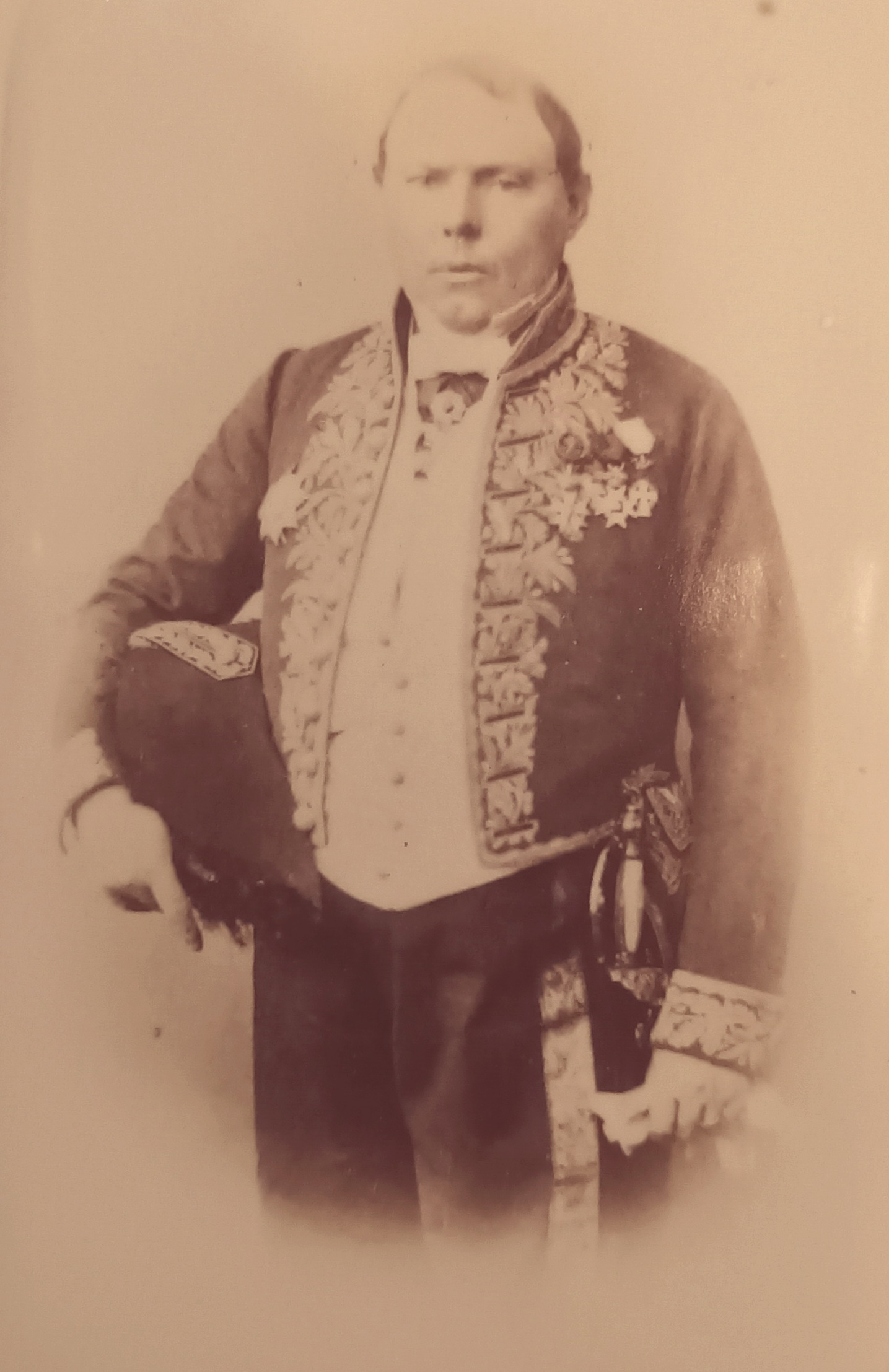
Frédéric Chassériau, Conseiller d'Etat

En 1871 lors de la reconstitution du Conseil d'État, Adolphe Thiers vint demander à Chassériau de vouloir poser sa candidature à l'élection qui devait avoir lieu à la Chambre. Chassériau réputé proche de l'entourage de Napoléon III à qui il est resta fidèle tout au long de sa carrière refusa catégoriquement et demanda la liquidation de sa retraite.
Sa correspondance avec Joseph Adolphe comte Clary montre que Frédéric Chassériau continua pendant de longues années à faire parvenir à l’Impératrice Eugénie et au prince impérial des rapports sur la situation de la France.
Frère ainé du peintre Théodore Chassériau, il fit don des esquisses faites par son frère Théodore Chassériau, de la chapelle des fonts à Saint Roch et de l’hémicycle de l'Église Saint-Philippe-du-Roule au Musée de la ville de Paris.,
Sa devise était "Marine et Colonies - Colonies et Marine"

## Frédéric  Chassériau, un partisan de l'émancipation des esclaves et de l'abolition de l'esclavage
En août 1839, connaissant ses convictions sur l'émancipation de esclaves, Edme Filleau de Saint-Hilaire, alors directeur des colonies au ministère de la Marine et des Colonies confia à Frédéric Chassériau la mission de préparer un exposé général de la marche et de l'émancipation des esclaves dans les colonies anglaises depuis son point de départ en 1792, jusqu'en 1839. L'objectif de cette analyse visait à ce que l’exemple de l’Angleterre ne fut point perdu pour la France si elle se décidait à entrer dans la même voie à l’égard de ses colonies.
Chassériau, qui maîtrisait parfaitement les langues espagnole et anglaise, étudia scrupuleusement les quelque 16 volumes de documents qui comprenaient près de 6 000 pages. Il présenta en 1840 à l'amiral Albin Roussin, ministre de la Marine et des Colonies son analyse qui fut par la suite publiée sous le titre de Précis de l'abolition de l'esclavage dans les colonies anglaises par Frédéric-Victor-Charles Chassériau.
L'abolition de l'esclavage ne devait avoir lieu en France que 8 ans plus tard en avril 1848.

## Famille
Frédéric Chassériau remplaça son père dans le rôle de chef de famille et sacrifia quelque peu sa vie sentimentale. On lui connait une relation impossible avec la marquise de Bonnay née Catherine O'Neill, une des plus illustres maisons d'Irlande. Elle était la veuve de Charles-François de Bonnay, ministre d'État et ancien président de l'Assemblée constituante de 1789.
Il est inhumé au cimetière Montmartre, 32e division, avenue Saint-Charles, dans la tombe familiale, avec sa mère, Marie-Madeleine Couret de la Blaquière, (1791-1866), sa sœur Adèle (1810-1869), son frère Théodore, (1819-1856), sa sœur Aline (1822-1871), son cousin Arthur Chassériau (1851-1934) et son épouse (1840-1961). Sur la tombe on lit : À la mémoire d’Ernest Chassériau, (1823-1870), frère de Théodore, mort au combat de Bazeilles-sous-Sedan.

## Distinctions
- Officier de la Légion d'honneur en 1849
- Grand officier du Christ du Portugal
- Chevalier dans l'ordre royal de Dannebrog
- Chevalier de l‘Étoile polaire de Suède
- Chevalier de saint Stanislas Nevski
- Membre de la Société de géographie de Paris
- Membre du Cercle impérial de Paris
- Membre de Société nationale académique de Cherbourg

## Travaux et publications
- Précis de l'abolition de l'esclavage dans les colonies anglaises par Frédéric-Victor-Charles Chassériau, Ministère de la marine et des colonies - Imprimerie Royale, Paris (1840-1841)
- Précis historique de la marine Française son organisation et ses lois par Frédéric-Victor-Charles Chassériau, Imprimerie Royale, Paris (1845)
- Etat maritime de la France par Frédéric-Victor-Charles Chassériau, Imprimerie Royale, Paris (1845)
- Des Colonies par Frédéric-Victor-Charles Chassériau, Imprimerie Royale, Paris (1846)
- Colonies de la France par Frédéric-Victor-Charles Chassériau, Imprimerie Royale, Paris (1847)
- Vie de l'amiral Duperré, ancien ministre de la marine et des colonies par Frédéric-Victor-Charles Chassériau, Imprimerie nationale, Paris (1848)
- Organisation de la Marine par Frédéric-Victor-Charles Chassériau, Imprimerie Royale, Paris (1848)
- De la Marine par Frédéric-Victor-Charles Chassériau, Imprimerie Royale, Paris (1848)
- Notice sur M. Charles-François Beautemps-Beaupré, ingénieur hydrographe en chef, membre de l’Institut par M. Frédéric Chassériau - Paris : impr. de Panckoucke, 1854  - Extrait du "Moniteur universel" des 19 juillet et 2 août 1854
- Notice sur M. le Comte Charles Pierre Claret de Fleurieu, ministre de la Marine et des colonies par M. Frédéric Chassériau - Paris : F. Didot frères, 1856 - Extrait du "Moniteur universel des 6 et 23 décembre 1855 et 5 janvier 1856
- Notice sur le vice-amiral Jacques Bergeret par M. Frédéric Chassériau - Paris : F. Didot frères, 1858
- Un Héros d’Algésiras. Pierre-Augustin Moncousu, chef de division par Frédéric Chassériau - Paris : impr. de E. Panckoucke, 1865

Il donna également de nombreux articles à Patria, aux Cent traités, à la Biographie universelle de Michaud, au Moniteur et au dictionnaire d’Administration.